# Zooide

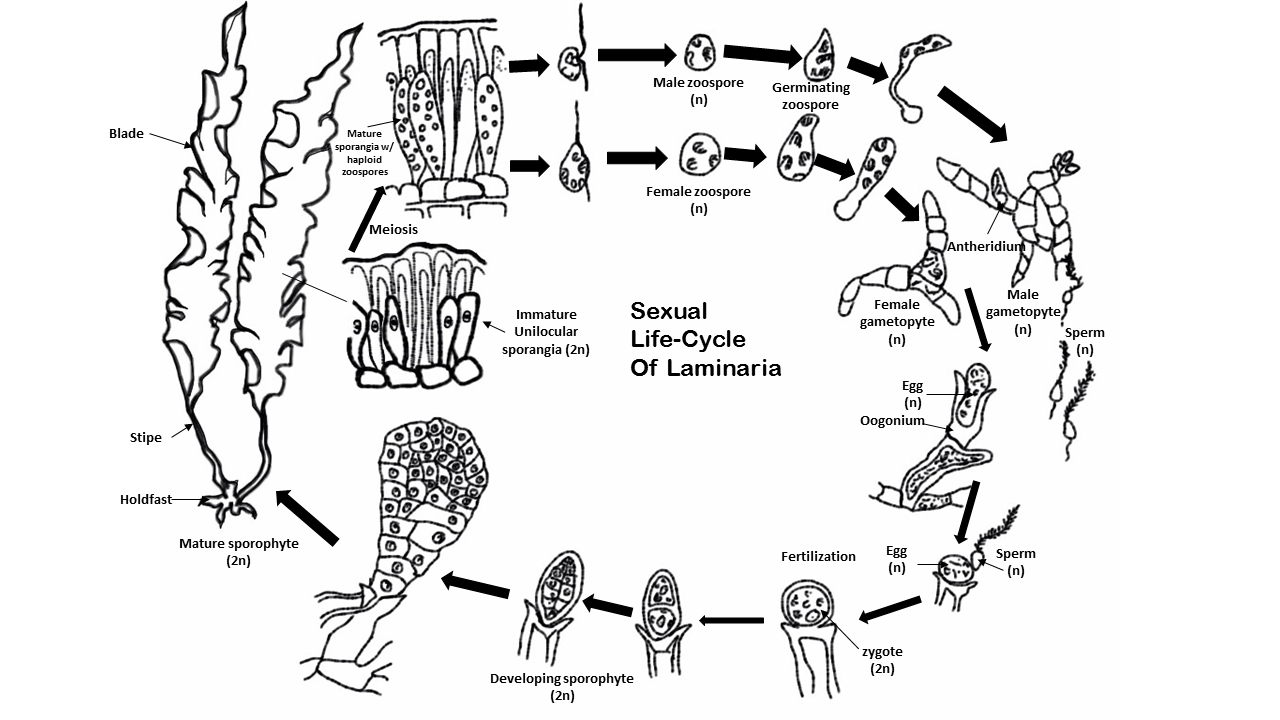
Ciclo de vida de Laminaria mostrando a produção de zóides.

Zooide (do grego zoeidés, «semelhante a animal»), ou mais raramente zóide, é a designação dada em botânica e em outros ramos das ciências biológicas às células reprodutivas especializadas (gâmetas e zigotos sensu lato) que apresentam motilidade através do uso de um ou mais flagelos, capazes por isso de movimento próprio e autónomo, quando produzidas por plantas ou algas. O termo não é geralmente usado para descrever os espermatozoides móveis flagelados encontrados em animais, embora seja comum o seu uso para designar os zoósporos assexuais dotados de motilidade encontrados em algas, fungos e protozoários. O termo «zooide» também é frequentemente confundido com zooide, um indivíduo que faça parte de um animal colonial.

## Descrição
Em botânica, um zooide (ou zóide) é uma célula especificamente destinada à reprodução sexual que apresenta um ou mais flagelos, sendo por isso capaz de movimento próprio. Os zóides podem ser esporos reprodutivos assexuados ou gâmetas sexualmente reprodutivos. Nos gâmetas sexualmente reprodutivos, os zóides podem ser masculinos ou femininos, dependendo da espécie. Por exemplo, algumas algas castanhas (classe Phaeophyceae) reproduzem-se produzindo gâmetas masculinos e femininos multi-flagelados que se recombinam para formar os esporângios diploides.
A produção de zóides é encontrada primariamente entre as diatomáceas, as algas verdes, as algas castanhas, as plantas avasculares (os atraqueófitos), e algumas plantas vasculares (fetos, cicadáceas e Ginkgo biloba). Contudo, o agrupamento taxonómico em que é mais comum a produção de zóides corresponde aos heterocontes (Heterokonta ou Stramenopiles), que inclui as algas verdes, as algas castanhas, os oomicetos e alguns outros protistas.

## Diversidade entre os zóides
Um zóide típico contém um ou mais flagelos para motilidade. Entre as várias espécies que produzem zóides, existe elevada diversidade no número de flagelos produzidos. Os heterocontes geralmente produzem zóides com dois flagelos (biflagelados), enquanto Ginkgo biloba produz zóides com dezenas de milhar de flagelos. A posição dos flagelos e o arranjo dos microtúbulos também varia entre as espécies. As secções seguintes descrevem sucintamente as características gerais dos zóides encontrados em cada agrupamento taxonómico em que eles são mais frequentes, além de fornecer exemplos específicos.
Organismos heterocontes
Os heterocontes são um grupo de organismos eucariotas, muito diverso, que inclui diatomáceas, algas verdes e algas castanhas. A característica definidora deste agrupamento taxonómico é a presença de um zóide móvel biflagelado. Nestes organismos, os dois flagelos são mais frequentemente posicionados apical ou sub-apicalmente, dependendo do tipo de heteroconte. Um flagelo, o flagelo mastigonemado, geralmente mais longo, é assim designado por apresentar pelos ciliares tubulares em forma de pente (os mastigonemas). Os outros flagelos são tipicamente mais curtos, por vezes mesmo reduzidos a apenas um corpo basal, quando presentes são geralmente lisos e parecidos com chicotes.
Fungos
Os fungos são um grupo muito diversificado de organismos com ciclos de vida muito diversos. A maioria reproduz-se através de esporos pelo que a vasta maioria das espécies não recorre a zóides para sua reprodução. No entanto, uma classe específica de organismos que está intimamente relacionada do ponto de vista morfológico a fungos usa um zóide semelhante ao dos heterocontes: são os Oomycetes (antigamente Oomycota), ou bolores de água, um grupo de organismos eucarióticos potencialmente patogénicos semelhantes a fungos que utilizam zóides bi-flagelados como esporos reprodutivos. Os zóides são libertados apenas em ambientes aquáticos. Membros deste agrupamento taxonómico têm sido responsáveis por surtos de fitopatologias, como a morte súbita dos carvalhos e a requeima da batateira (que esteve na origem da grande fome de 1845–1849 na Irlanda).
Algas verdes
As algas verdes têm um ciclo de vida heteromórfico que inclui alternância de gerações. Em certas algas verdes, os zóides podem ser encontrados tanto nas fase haploide e como na diploide do seu ciclo de vida. Nestes organismos, o número de flagelos é uma característica que auxilia na classificação de diferentes tipos.
Os zóides são libertados através de poros ou pela lise das células produtoras de zóides no gametângio ou no esporângio. A maioria dos zóides produzidos neste grupo são bi-flagelados ou quadri-flagelados. Para representar a diversidade de zóides encontrados nas alga verde, exemplifica-se com os géneros da família Monostromataceae (integrada no filo Chlorophyta):
- Género Monostroma — produz gâmetas bi-flagelados e zoósporos quadri-flagelados;
- Género Gayralia — produz zóides bi-flagelados na forma monomórfica assexual;
- Género Protomonostroma — produz zóides quadri-flagelados;
- Género Ulvopsis — produz gâmetas bi-flagelados, zoóides assexuais bi-flagelados e zoósporos quadri-flagelados;
- Género Ulvaria — produz gâmetas biflagelados e zoósporos quadri-flagelados.

Algas castanhas
As algas castanhas (classe Phaeophyceae) reproduzem-se tanto sexuada como assexuadamente, dependendo da espécie. No entanto, todas as células reprodutivas móveis produzidas por organismos integrados nesta classe são flageladas e nela não existem organismos flagelados de vida livre. A estrutura anatómica e a morfologia das algas castanhas consoante a família e o género, pelo que em consequência os zoóides são produzidos de várias maneiras. Os gâmetas e os zoósporos assexuados podem ser produzidos em zoidângios pluriloculares nos talos maiores das algas castanhas. No entanto, em talos menor ocorrem zoidângios uniloculares que produzem células reprodutivas sexuadas ou assexuadas.
A complexidade morfológica das estruturas reprodutoras das algas castanhas levou a desenvolvimento de uma terminologia específica:
- Plurilocular — muitos lóculos (câmaras), cada um dos quais produz um zóide;
- Unilocular — uma lóculo, mas que em alguns casos pode produzir vários gâmetas;
- Gametângio plurilocular — estrutura que possui muitos lóculos que produzem gâmetas haplóides;
- Esporângio plurilocular — estrutura que possui muitos lóculos que produzem esporos diplóides;
- Zoidângio plurilocular — termo colectivo para designar o conjunto dos gametângios plurilocular e esporângios pluriloculares;
- Plurizóide — zóide produzidos num zoidângio plurilocular;
- Esporângio unilocular — pode produzir meiósporos ou esporos assexuais;
- Zoidângia unilocular — sinónimo de esporângio unilocular;
- Unizóide — zóide produzido num zoidângio unilocular.

Os zóides de algas castanhas têm os mesmos dois flagelos básicos presentes nos restantes heterocontes, mas a orientação dos flagelos é única nas Phaeophyceae. Em geral, os flagelos são ambos inseridos lateralmente.
Diatomáceas
Os zóides não são tão comuns entres as diatomáceas quanto nas famílias de algas verdes e castanhas. As diatomáceas são geralmente divididos em duas categorias, as diatomáceas cêntricas e as diatomáceas penadas. Destas duas categorias, apenas as diatomáceas cêntricas produzem zóides e apenas os gâmetas masculinos apresentam flagelos. Verificou-se que mesmo os gâmetas masculinos móveis possuem apenas um flagelo, sem sinais de um segundo flagelo, mesmo que rudimentar. Esta ausência de um segundo flagelo desvia-se da definição padrão de um heteroconte e ppor isso as diatomáceas são frequentemente classificadas como Stramenopiles.
Plantas não vasculares
Entre as plantas não vasculares, especialmente entre os briófitos (Bryophyta sensu lato), as espécies que se reproduzem sexualmente utilizam zóides como gâmetas. Muitas espécies de briófitos são principalmente estruturas anatómicas especificamente destinadas à reprodução assexuada, que se reproduzem por fragmentação ou clonagem. Quando os briófitos se reproduzem sexualmente, os zóides masculinos devem nadar desde os anterídio onde são produzidos até aos arquegónios. Estes zóides são geralmente bi-flagelados, mas essa é uma característica que varia de espécie para espécie. Neste caso, a planta verde macroscópica é na realidade um gametófito, um organismo haplóide no qual o embrião diplóide se desenvolve e se transforma num esporófito maduro.
Plantas vasculares
Os zóides ocorrem em três tipos de plantas: pteridófitos, cicadáceas e na espécie Ginkgo biloba. Os zóides de todos estes grupos, apesar de morfologicamente diferentes, são grandes e multi-flagelados. Os espermatozóides maduros do pteridófito Asplenium onopteris têm 8 a 8,5 micrómetros de comprimento e apresentam cerca de 50 flagelos. O zóide das cicadáceas pode ter até 300 a 500 micrómetros de comprimento e pode apresentar milhares de flagelos. O zóide do género Ginkgo tem aproximadamente 86 micrómetros de comprimento e também pode conter milhares de flagelos. Devido ao grande número de flagelos associados às cicadáceas e a Ginkgo, existem opiniões divergentes sobre os classificar como flagelos ou cílios, mas, de qualquer maneira, as cicadáceas e o ginkgo são uma raras exepção entre as plantas lenhosas ao produzirem gâmetas móveis.

## Evolução
Nas plantas, o zóide, ou esperma capaz de natação, é considerado uma característica das plantas terrestres ditas inferiores. Em ambientes aquosos, a necessidade de reprodução móvel é óbvia, mas em terra firme essa adaptação perde a sua relevância. O zóide é mais comum entre as plantas não vasculares e as plantas vasculares inferiores, pelo que se tem mantido a hipótese que considera que à medida que as plantas terrestres evoluíram para a produção de óvulos fechados, a existência obrigatória de um filme de água e, portanto de espermatozóides móveis, se tornasse desnecessária. Daí ser a ocorrência de espermatozóides móveis, flagelados ou zóides, entre as angiospermas um evento muito raro.
Na mesma linha de pensamento, o género Ginkgo não tem parentes vivos próximos, o que demonstra a sua antiguidade. Acredita-se que esteja mais intimamente relacionado com os pteridófitos gigantes que datam do período Jurássico, pelo que representará uma linhagem que pode ser considerado de plantas terrestres inferiores. O ginkgo foi originalmente classificado na família Taxaceae, a que também pertence o teixo, mas quando foi descoberto que o ginkgo tinha esperma móvel, foi transferido para sua própria família, as Ginkgoaceae.